# Kingstown Bay SAC
Kingstown Bay SAC este o arie protejată (arie specială de conservare — SAC, sit de importanță comunitară — SCI) din Irlanda întinsă pe o suprafață de 79,89 ha, integral pe uscat.

## Localizare
Centrul sitului Kingstown Bay SAC este situat la coordonatele 53°30′56″N 10°07′37″W / 53.515641°N 10.126881°V.

## Înființare
Situl Kingstown Bay SAC a fost declarat sit de importanță comunitară în august 2001 pentru a proteja un număr necunoscut de specii din flora spontană și fauna sălbatică aflate în arealul zonei. Situl a fost protejat și ca arie specială de conservare în octombrie 2016.

## Biodiversitate
Situată în ecoregiunea atlantică, aria protejată conține 1 habitat natural: Golfuri mici largi și golfuri puțin adânci.
La baza desemnării sitului se află un număr nedeclarat de specii protejate.
Pe lângă speciile protejate, pe teritoriul sitului au mai fost identificate 11 specii de plante.